# Rika Izumi
Rika Izumi (泉 里香?, Izumi Rika; Kyoto, 11 ottobre 1988) è una modella, attrice e cantante giapponese, conosciuta però spesso con il nome d'arte di Chisaki Hama (浜千咲?, Hama Chisaki), da lei utilizzato mentre lavorava con l'agenzia Snow Rabbits Productions.
Solo nel 2008, quando è tornata a lavorare nel mondo della moda, ha ripreso il suo nome di nascita Izumi Rika, trascritto come 泉里果 oppure 泉里香.

## Carriera

### Attrice
Il suo primo ed unico ruolo da attrice co-protagonista è stato, nel 2004, quello di Ami Mizuno/Sailor Mercury nella serie live action Bishōjo senshi Sailor Moon, nella quale è stata accreditata come Chisaki Hama. Negli speciali della serie, intitolati Act Zero e Special Act, è stata però accreditata con il nome di Rika, sebbene scritto con kanji diversi rispetto al suo nome di nascita (梨華).
È stata identificata nel cast di altri tre film: The Go Master (2005), Clearness (2008) e Go Seigen (Five Restrictions) (2008), e la sua attuale agenzia Sun Music Brain la colloca anche nel cast di un film di novembre 2007, intitolato Oh Kiyohara.
Dopo la partecipazione al live action che l'ha resa famosa, la carriera di Rika ha subito una pausa di due anni, dedicati alla conclusione degli studi. Durante questo periodo, non sono apparse più nuove foto o notizie dell'attrice, fin quando nel 2007 non è stata accettata nel corso di laurea in letteratura dell'Università Meiji, la stessa precedentemente frequentata dall'ex co-protagonista di Bishōjo senshi Sailor Moon Keiko Kitagawa. Fu allora che Reiko riprese anche la propria carriera.
Nel 2018 ha fatto parte del cast di Kuragehime, dorama di Fuji Television ispirato all'omonima serie manga, mentre nel 2021 è la protagonista della serie televisiva tratta dal manga Hana - L'inaccessibile.

### Cantante
A novembre del 2003, Rika ha pubblicato un singolo intitolato Koisuru Soldier, contenente anche un'altra canzone chiamata Kanojo wa Ijiwaru (Nasty Girl). Il CD singolo è stato pubblicato dall'etichetta discografica della sua agenzia e distribuito dalla Windsong.
Dopo la partecipazione a Pretty Guardian Sailor Moon, è stata la volta di un ulteriore CD singolo cantato nelle vesti di Ami Mizuno/Sailor Mercury e contenente due canzoni, Mi Amor (in spagnolo Amore Mio) e Yakusoku (約束, promessa).

### Modella
Prima di Pretty Guardian Sailor Moon, l'unica apparizione televisiva di Rika è avvenuta in uno speciale di idol del canale Sky PerfectTV Japan, intitolato Being Junior, Go!. Successivamente è comparsa come modella in diverse riviste quali Monthly De-View (inverno 2002-2003), Pichi Lemon (estate 2003), For Lillie (aprile 2003), Up-To-Boy (novembre 2003) e Melon (da luglio 2003 a giugno 2005). Ha posato nella copertina di tre edizioni consecutive della rivista Pure Pure, chiamata anche Pure², indirizzata ad un pubblico di ragazzine adolescenti al di sotto dei 15 anni. Nelle pubblicazioni numero 17, 18 e 19 è apparsa in foto insieme a diverse idol sue coetanee. Nel ruolo di Sailor Mercury, è apparsa anche in alcuni scatti fotografici nella rivista BOMB!, insieme alle colleghe Miyuu Sawai/Sailor Moon e Keiko Kitagawa/Sailor Mars.
A giugno del 2008, Rika è tornata nel mondo della moda dopo i due anni di pausa dovuti alla conclusione degli studi superiori. Appena tornata a calcare le scene, è entrata nella Top 12 di una competizione di bellezza per ottenere il titolo di "Pinky Princess", su un numero totale di 5.427 partecipanti. Sebbene non abbia vinto la competizione, quest'ultima è stata il nuovo motore propulsore per ridare avvio alla sua carriera.
Attualmente, a partire dal 1º giugno 2008, è sotto contratto con l'agenzia Sun Music Brain. Le prime sue nuove foto sono apparse nella pubblicazione di agosto 2008 della rivista Ray, seguite poi da altre apparizioni nella medesima rivista. Altre fotografie sono state scattate, insieme a Miyuu Sawai, Keiko Kitagawa, Myu Azama ed Ayaka Komatsu alla festa del ventiduesimo compleanno di quest'ultima, interprete di Minako Aino/Sailor Venus in Bishōjo senshi Sailor Moon. Le foto sono state postate sul blog della Komatsu il 7 agosto 2008. A dicembre dello stesso anno, Rika è apparsa di nuovo in televisione per uno spot pubblicitario, come portavoce dei prodotti Nissin Food.